# Regla Torres
Regla Radameris Torres Herrera, född 12 februari 1975 i Havanna, är en kubansk före detta volleybollspelare.
Torres blev olympisk guldmedaljör i volleyboll vid sommarspelen 1992 i Barcelona.